# ゴールデン歌謡速報
『ゴールデン歌謡速報』（ゴールデンかようそくほう）は、1971年5月14日から1975年3月28日までフジテレビ系列局で放送されていたフジテレビ製作の歌謡バラエティ番組である。

## 概要
前番組『今週のヒット速報』のリニューアル版。最新のヒット歌謡曲を紹介していた点は前番組と同じであるが、本番組は歌と歌の時間を使ってゲスト歌手の秘密を暴露したり、ゲスト歌手を被告にしての模擬裁判企画を行ったりと笑いの要素を取り入れていた。
スポンサーの読み上げは、司会陣がリズムに合わせて（由紀さおり）「提供は？」→（小林大輔）「○○○」と掛け合いをしながら行っていた。また中期からは、準レギュラーの殿さまキングスが登場する際に彼らがそのリズムに合わせてダンスをしていた。

## 放送時間
いずれも日本標準時。
- 金曜 20:00 - 20:56 （1971年5月14日 - 1973年9月）
- 金曜 20:00 - 20:55 （1973年10月 - 1975年3月） - 月曜 - 土曜に放送のミニ番組『FNNニュース』の放送開始に伴い、放送枠が1分縮小。

## 司会
当初は夏木と小林が総合司会を担当し、佐良と朝丘は「番組パーソナリティー」名義で適宜進行に加わっていた。
- 前期（1971年5月 - 1972年3月）：夏木陽介、小林大輔、佐良直美、朝丘雪路
- 後期（1972年4月 - 1975年3月）：小林大輔、井上順、由紀さおり

## スタッフ
- プロデューサー：千秋与四夫、熊谷雅弘
- 演出：林良三、久保田逸博、王東順
- 構成：保富康午、塚田茂、下山啓、河村シゲル
- 制作協力：フジプロダクション
- 制作著作：フジテレビ

## 放送局
特筆の無い場合は全て放送時間は金曜 20:00 - 20:55（56）、同時ネット。
- フジテレビ（制作局）
- 北海道文化放送[1]
- 秋田テレビ[2]
- 山形テレビ[2]
- 仙台放送[2]
- 福島テレビ（1974年10月から放送）[3]
- 長野放送[4]
- テレビ静岡[5]
- 富山テレビ[6]
- 石川テレビ[6]
- 福井テレビ[6]
- 東海テレビ[7]
- 関西テレビ[8]
- 山陰中央テレビ[9]
- 岡山放送：土曜 12:00 - 12:55[10]
- 広島ホームテレビ（NETテレビ（現・テレビ朝日）系列）[10]
- テレビ愛媛[11]
- テレビ高知（TBS系列）：土曜 14:00 - 14:55[12]
- テレビ西日本[13]
- テレビ長崎[13]
- テレビ熊本[13]
- テレビ宮崎[14]
- 鹿児島テレビ[14]
- 沖縄テレビ[15]